# Wrangell
Wrangell (ang. City and Borough of Wrangell) – skonsolidowane miasto–okręg (ang. consolidated city-borough) w Stanach Zjednoczonych, w południowo-wschodniej części stanu Alaska. Miasto położone jest na północnym czubku Wyspy Wrangla. Okręg administracyjny zajmuje obszar o powierzchni 6620 km² i obejmuje Wyspę Wrangla w całości, inne okoliczne wyspy (m.in. Etolin i Wyspę Zaremby) oraz fragment kontynentu sięgający po granicę kanadyjską. Obszar ten niemal w całości znajduje się w granicach lasu narodowego Tongass. W 2021 roku liczba mieszkańców okręgu wynosiła 2055.
Wrangell jest jednym z najstarszych miast na terenie Alaski, założonym w 1834 roku przez rosyjskiego barona Ferdinanda von Wrangela. Od roku 1960 miasto administracyjne leżało w okręgu niezorganizowanym. Po wprowadzeniu podziału w 1970 roku przez United States Census Bureau na 11 okręgów (tzw. „obszar spisu powszechnego”, ang. census area), miasto Wrangell znalazło się w okręgu Wrangell-Petersburg. Obecny status miasta został nadany 30 maja 2008 roku. W referendum przeprowadzonym w maju 2008 roku 63,99% mieszkańców opowiedziało się za utworzeniem nowego okręgu.
W 2021 roku największy odsetek ludności stanowi ludność biała (66,5%) oraz rdzenni mieszkańcy (16,4%).